# Ponto médio

O ponto médio do segmento de reta (x_{1}, y_{1}) até (x_{2}, y_{2}).

O ponto médio é o ponto de equilíbrio de um segmento de reta.
Podemos definir o ponto médio como o ponto que divide o segmento de reta exatamente no meio tendo dois segmentos iguais.
A fórmula para determinar o ponto médio de um segmento  de reta num plano, com os pontos finais {\displaystyle (x_{1},y_{1})} e {\displaystyle (x_{2},y_{2})} é:
{\displaystyle \left({\tfrac {x_{1}+x_{2}}{2}},{\tfrac {y_{1}+y_{2}}{2}}\right).}
No espaço cartesiano de três dimensões, a fórmula do ponto médio é:
{\displaystyle M=\left({\tfrac {x_{1}+x_{2}}{2}},{\tfrac {y_{1}+y_{2}}{2}},{\tfrac {z_{1}+z_{2}}{2}}\right).}

## Construção geométrica
Com o compasso centrado no ponto A, traçamos um arco com o raio igual à medida do segmento AB;
Com o compasso centrado no ponto B, traçamos um outro arco com o mesmo raio que antes;
Os arcos terão interseção em dois pontos localizados fora do segmento AB;
Traçamos a reta ligando os pontos obtidos na interseção dos arcos;
O ponto médio M é a interseção da reta com o segmento AB.